# تجبل كاليدوني

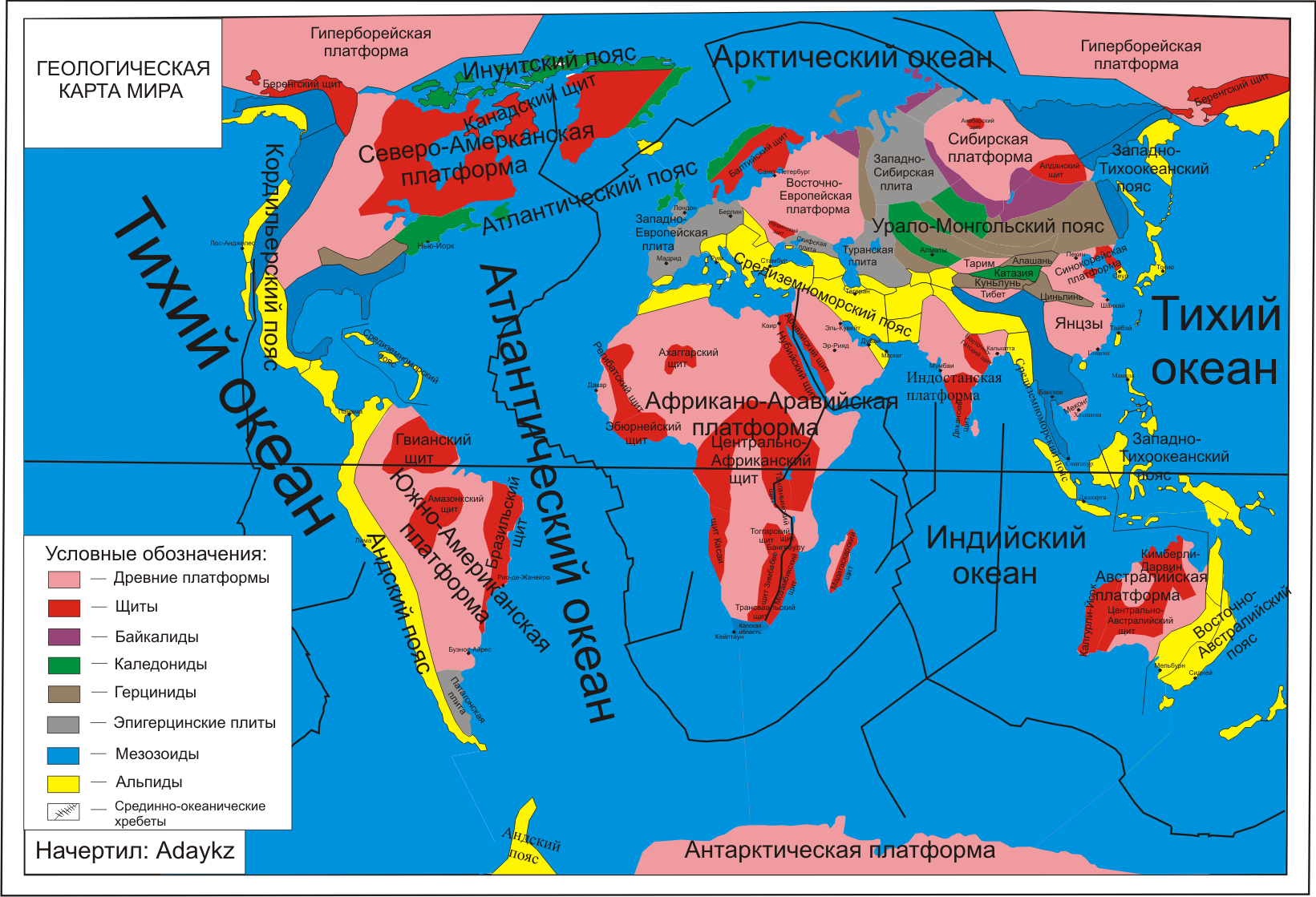

الحركة الكاليدونية هي حركة تصادم بين قارتي أوروبا وأمريكا الشمالية بتصادم لورنتيا مع منطقة البلطيق قبل 430 مليون سنة، أدى إلى تكوين حزام من الجبال. تعرف تلك الحركة بانية للجبال في أمريكا الشمالية بالجبال التكتونية (بالإنجليزية: Tectonic Orogeny)، وفي أوروبا بالجبال الكاليدونية (بالإنجليزية: Caledonian Orogeny).
سمي التجبل على اسم كالدونيا، الاسم اللاتيني لاسكتلندا. استخدم المصطلح للمرة الأولى في عام 1885 من قبل عالم الجيولوجيا النمساوي إدوارد سوس لوصف دورة تكون جبال في أوروبا الشمالية سبقت الفترة الديفونية. رأى علماء جيولوجيا مثل إيميل هاوغ وهانس ستيل الحدث الكاليدوني بأنه واحد من المراحل الحلقية العديدة لتكون الجبال التي وقعت خلال تاريخ الأرض. ويرى الفهم الراهن أن التجبل الكاليدوني يشتمل على عدد من المراحل التكتونية التي يمكن أن تكون تزامنية بشكل جانبي. وبذلك لا يمكن استخدام اسم «كاليدوني» لفترة مطلقة من الزمن الجيولوجي، بل ينطبق على سلسلة من الأحداث المرتبطة من الناحية التكتونية.

## تطور الجغرافيا القديمة السابق لتكون الجبال
في حقبة الطلائع الحديثة كانت معظم الكتلة الأرضية موحدة في قارة رودينيا العظمى. وكانت غندوانا تشكل معظمها. مع اقتراب نهاية حقبة الطلائع الحديثة، خلال انفصال هذه القارة العظمى، خسفت لورنشيا وبلطيقيا من الغرب (كراتون الأمازون) والحواف الشمالية (الأفريقية) لغندوانا على التوالي.
انجرفت لورنشيا قاريًا باتجاه الغرب بعيدًا عن غندوانا ومن ثم اتجهت نحو الشمال. أفضى ذلك إلى تمدد قاع محيط إيبتوس بين لورنشيا وبلطيقيا وغندوانا. وكانت المرحلة الأولية لهذا التمدد بين لورنشيا وبلطيقيا المتاخمتين (غربًا وشرقًا على التوالي) وتسببت بانفصال الاثنتين قبل 615 مليون عام أو 590 مليون عام بصورة تقريبية. ومن ثم تمدد الجزء بين لورنشيا وغندوانا (نحو الشرق) قبل 550 مليون عام تقريبًا. وتسبب تمدد أوسع لمحيط إيبتوس بتحرك لورنشيا وبلطيقيا بالابتعاد عن بعضهما.
انجرفت بلطيقيا نحو الشمال أيضًا. واشتمل ذلك على تمدد قاع المحيط التورنكوي الذي فصله عن الحافة الشمالية لغندوانا نحو الجنوب. يصعب تحديد بداية خسف بلطيقيا وتمدد قاع المحيط التورنكوي نظرًا إلى عدم كفاية المعطيات المغناطيسية القديمة، إلا أنه من المرجح أن يكون قد حدث في العصور ذاتها لعصر لورنشيا ومحيط إيبتوس. 
بدأت قارة أفالونيا المصغرة بالانجراف نحو الشمال الغربي من الحافة الشمالية لغندوانا (كراتون الأمازون وشمال غرب أفريقيا) القريبة من الموقع الأصلي لبلطيقيا الذي كان من جهتها الشمالية إما في أواخر العصر ما قبل الكمبري أو في أوائل العصر الأوردوفيشي. واشتمل هذا الخسف على تمدد قاع المحيط الريكي نحو جنوبه، والذي فصلها عن غندوانا. وكان هذا الخسف وتمدد قاع المحيط متزامنين مع بداية انضواء في محيط إيبتوس وربما كانا مرتبطين به. وكان انجرافه نحو مواقع بلطيقيا ولورنشيا الأوردوفيشية التي كانت في تلك الفترة أبعد نحو الشمال. وشمل أيضًا استنفاد محيط إيبتوس والمحيط التورنكوي على امتداد حافته الشمالية.
ارتبطت حركة أفالونيا بسحب بلاطة خلقه انضواء محيط إيبتوس أسفل حافة لورنشيا إلى جهته الشمالية الغربية وربما أيضًا ارتبطت بدفع صهارة خلقه تمدد قاع المحيط الريكي. واتجهت على امتداد محيط إيبتوس بصورة متعامدة (في زاوية قائمة). وشمل انجرافها قاريًا استدارة بلغت 55 درجة عكس اتجاه عقارب الساعة من منطقة انضواء من جهتها الشمالية، وكان ذلك بصورة رئيسية ضمن إطار زمني بين 470 مليون عام و 450 مليون عام. وكانت تحركها أسرع بكثير من تحرك بلطيقيا، إلا أنه تباطأ إلى معدل يمكن أن يقارن بمعدل بلطيقيا في أواخر العصر الأوردوفيشي عند اقترابه منه.
نتجت المراحل الأساسية لتجبل كاليدوني عن التقاء بلطيقيا ولورنشيا وأفالونيا، الأمر الذي أفضى إلى انغلاق محيط إيبتوس.

## المراحل الأولى لتكون الجبال
قدم ماكيرو وآخرون (سنة 2000) تعريفًا لتجبل كاليدوني الذي اشتمل على «جميع الأحداث التكتونية للعصر الكمبري والعصر الأوردوفيشي والعصر السيلوري والعصر الديفوني التي ارتبطت بتطور هذه الأجزاء من محيط إيبتوس وانغلاقها التي كانت واقعة بين لورنشيا (من الشمال الغربي) وبلطيقيا وأفالونيا (من الجنوب الشرقي) ... ويمكن اعتبار كل حدث تكتوني خلال ال 200 مليون سنة هذه مرحلة تكون جبال». ويشتمل هذا على أحداث تكتونية كانت أصغر ومحددة وسبقت المراحل الرئيسية لتكون الجبال المعروفة بصورة أكبر.  
وفي هذا التعريف يندرج تكون الجبال الأكادية وتاكونيك في ما هو اليوم أمريكا الشمالية في مراحل تجبل كاليدوني.
وقد نُظر في بعض أولى مراحل التشوه والتحول في كاليدونيا الاسكندنافية. المرحلة الأولى التي عادة ما تدرج في تجبل كاليدوني هي تجبل فينماركي، الذي كان حدث تشوه باكر في النروج القطبية (الشمالية) التي سبقت المرحلة الاسكندنافية في هذه المنطقة. ويعود تاريخ بدايتها إلى قبل نحو 500 مليون عام (أواخر العصر الكمبري). وتواصلت حتى قبل 460 مليون عام تقريبًا وتجددت في المرحلة الاسكندنافية قبل ما بين 425 مليون عام و 415 مليون عام.
اقترح فان رورموند وبروكنر (سنة 2004) حدث تجبل آخر كان منفصلًا وأصغر سن قليلًا من التجبل الفينماركي، وقد حددا تاريخه بأنه يعود إلى ما قبل 455 مليون عام. وأطلقا عليه اسم تجبل جامتلاندي. وأنه اشتمل على تصدع سيف ناب لكاليدوني السويدية في السويد الوسطى التي اعتبرت بأنها الحافة الممتدة الأكثر بعدًا لبلطيقيا. وخلافًا للرأي السابق القائل بأنه انضوى أسفل قوس الجزيرة الأوقياني، اقترح فان رورموند وبروكنر أنه اشتمل على تصادم مع شظية قارية.
وقع التجبل الشيلفي بشكل خاص في منطقة شيلف في شروبشاير، شرقي ويلز وفي البر الأوسط الإنجليزي في أواخر العصر الأوردوفيشي وكان مرتبطًا بالتجبل التاكوني. وشكل طية شيلف المحدبة وطية قلعة ريتون المقعرة وكان الحدث التكتوني الأشد أهمية في المنطقة بين العصر الكمبري والعصر الديفوني. ترافق الطي بمرحلة متأخرة من تدخل صخر ناري. سبب الحدث لا توافق رئيسي في شروبشاير مع تآكل كبير قبل الترسيب في الفترة اللاندوفرية من العصر السيلوري (قبل ما بين 444 مليون عام و 443 مليون عام). لم يكن ثمة انفصال في الرواسب في المنطقة حتى نهاية العصر الديفوني الباكر، التي تسبب بها التجبل الأكادي في الجزر البريطانية. وارتبط بحركة انزلاق تكتونية يمينية في نظام فالق بونتيسفورد لينلي وطي في طبقة ما قبل أشغيل ورفع تكتوني لطية توي المحدبة المحاذية ونشاط صخري ناري. 

## مراحل التجبل الرئيسية
كانت أحداث أو مراحل التجبل الرئيسية لدورة تجبل كاليدوني مرتبطة بالانغلاق النهائي لمحيط إيبتوس. وكانت، بترتيب تسلسلي، المرحلة الغرامبية، رسو أفالونيا الشرقية مع بلطيقيا، والمرحلة الاسكندية والمرحلة الأكادية. واشتملت الأخيرة على: ١) رسو إنجلترا وويلز (اللتين كانتا جزء من أفالونيا الشرقية) مع إيرلندا الشرقية والجنوبية ومع اسكتلندا وبقية إيرلندا (التي كانت جزء من لورنشيا). 2) التحام التضاريس الأرضية لأفالونيا مع الحافة الشرقية للكتلة الأرضية الرئيسية للورنشيا.
خلال الجزء الأخير من التوجه نحو الشمال الغربي، تقاربت حدود أفالونيا مع بلطيقيا ولورنشيا إلى الشمال الشرقي والشمال الغربي على التوالي. وبعد التحامها مع أفالونيا الشرقية، تقاربت حدود بلطيقيا مع لورنشيا من جهة الغرب مباشرة.